# Rież (rzeka)
Rież (ros. Реж) – rzeka w azjatyckiej części Rosji, znajdująca się na terenie obwodu swierdłowskiego.

## Charakterystyka
Rzeka przepływa przez terytorium obwodu swierdłowskiego, a łączna jej długość wynosi 219 kilometrów. Powierzchnia jej dorzecza wynosi 4400 kilometrów kwadratowych, a sam Rież łącząc się z Nejwą tworzy rzekę Nicę. Pod względem długości Rież plasuje się na piętnastym miejscu wśród wszystkich rzek obwodu swierdłowskiego. W górnym biegu przepływa głównie przez tereny zalesione, a w środkowym skaliste, co razem tworzy brzeg klifowy. Z uwagi właśnie na ten brzeg rzeka słynie ze swej urody i malowniczości, co sprawia, że jest popularną atrakcją aktywnej turystyki i kajakarstwa. 
Odległość do stolicy regionu, miasta Jekaterynburg, wynosi około 90 kilometrów, w zależności od miejsca. Według naukowców i specjalistów sama nazwa ma mieć pochodzenie ugrofińskie i ma być związana ze stepami i miejscowym krajobrazem. W 1993 roku rzeka została umieszczona w katalogu stu najlepszych rzek Federacji Rosyjskiej pod względem piękna i turystyki. Rzeka jest używana także by zapewnić zasoby wodne okolicznemu przemysłowi. W hydrologicznym rejestrze Federacji Rosyjskiej otrzymała numer 111200664.